# Pesa Mińsk Mazowiecki

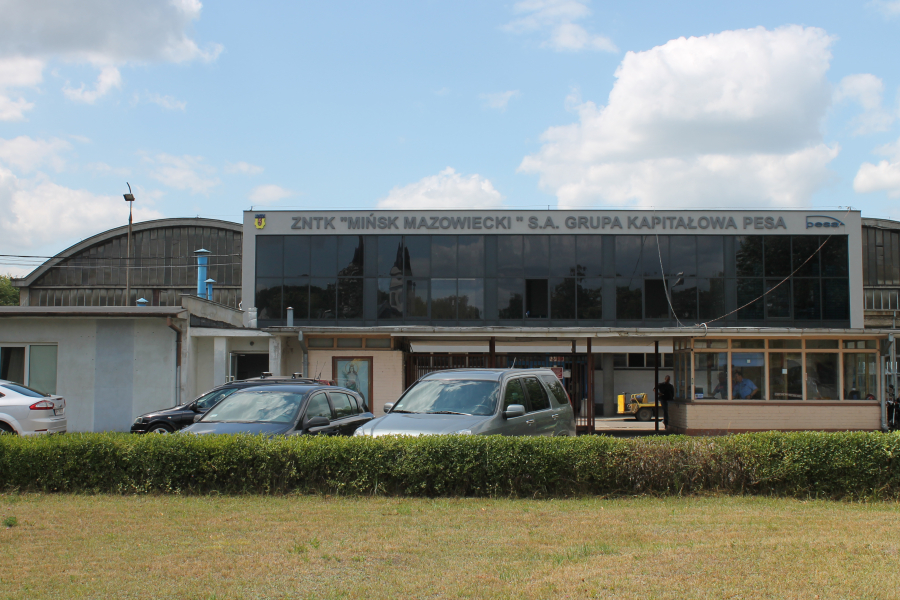
Wejście na teren zakładu oraz jego hale (2015)

Pesa Mińsk Mazowiecki – przedsiębiorstwo w Mińsku Mazowieckim, zajmujące się produkcją, modernizacjami i naprawami pojazdów szynowych.
Zakłady powstały 29 listopada 1952 jako Zakłady Naprawcze Taboru Kolejowego „Mińsk Mazowiecki”. Do 1982 działały one w ramach zjednoczenia branżowego, zaś od 1982 do 1991 były częścią PKP. Następnie funkcjonowały jako samodzielne przedsiębiorstwo państwowe, a w 1996 przekształcono je w spółkę akcyjną. W 2008 przedsiębiorstwo weszło w skład grupy kapitałowej Pesa, a w 2022 zmieniło nazwę na Pesa Mińsk Mazowiecki.
Pierwotnie zakłady specjalizowały się w naprawach taboru elektrycznego i maszyn elektrycznych, ale w latach 90. przedsiębiorstwo zaczęło otrzymywać zlecenia dotyczące także innych pojazdów. W latach 2010–2014 mińskie ZNTK produkowały budżetowe wersje autobusów szynowych Pesy.

## Historia

### Geneza
Po II wojnie światowej, w momencie rozpoczęcia odbudowy zniszczonej trakcji elektrycznej, Polskie Koleje Państwowe nie dysponowały zakładem przystosowanym do napraw taboru elektrycznego. Pierwsze remonty ocalałych pojazdów i ich maszyn elektrycznych przeprowadziła elektrowozownia Warszawa Grochów. Następnie naprawy taboru i maszyn elektrycznych wykonywano w warsztatach w Pruszkowie, Lubaniu i Gdańsku, zaś przy bardziej zaawansowanych naprawach maszyn elektrycznych wymagających przezwojenia korzystano z pomocy elektrowozowni Elektrycznych Kolei Dojazdowych w Grodzisku Mazowieckim i Dolnośląskich Zakładów Wytwórczych Maszyn Elektrycznych we Wrocławiu. Zaistniała konieczność zbudowania specjalistycznych zakładów naprawczych taboru elektrycznego w pobliżu jedynego wówczas zelektryfikowanego węzła warszawskiego. W 1948 rozpoczęto ich projektowanie pod kierownictwem mgr. inż. Wiktora Tyszki.
W 1951, w związku z rozwojem kolei w Polsce, a w szczególności w Warszawskim Węźle Kolejowym, zadecydowano o utworzeniu Zakładów Naprawczych Taboru Kolejowego w Mińsku Mazowieckim, które miały stać się zapleczem remontowym dla taboru obsługującego głównie ruch podmiejski. 29 listopada 1952 Polska Zjednoczona Partia Robotnicza i rząd państwa podjęły uchwałą decyzję o budowie tych zakładów, którą uznaje się za początek przedsiębiorstwa. Pod zakłady przekazano teren o powierzchni ponad 26 ha zlokalizowany blisko stacji kolejowej Mińsk Mazowiecki, między linią kolejową nr 2 a ówczesną ul. Świerczewskiego.

### Część zjednoczenia i część PKP (1952–1991)

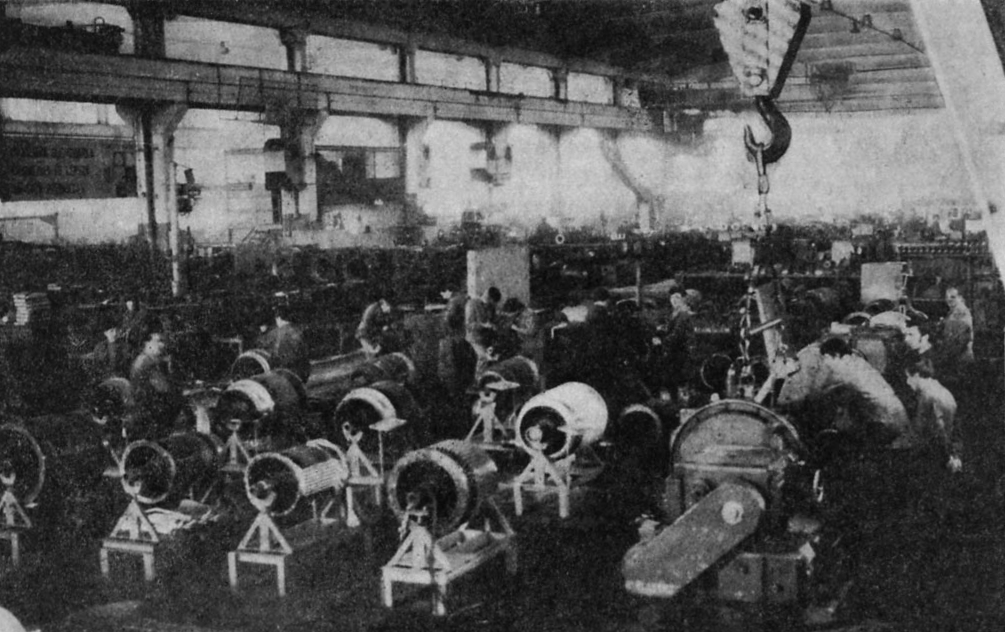
Naprawa silników elektrycznych w halach zakładu (lata 70.)

Projekt mińskich zakładów został opracowany w 1951 przez Warszawskie Biuro Projektów Budownictwa Przemysłowego. Zastosowano w nim po raz pierwszy łupinowe przekrycia konoidalne, miały one rozpiętość 25 metrów. Autorami architektury byli Zbigniew Ihnatowicz, Jerzy Romański i Witold Sielicki, zaś za konstrukcję byli odpowiedzialni W. Zaleski i S. Walczyna. Na początku 1953 rozpoczęto budowę zakładów o nazwie PKP – Zakłady Naprawcze Taboru Elektrycznego Mińsk Mazowiecki w budowie. 22 lipca 1954, mimo trwających dalej prac, do hali naprawczej wjechał pierwszy elektryczny zespół trakcyjny. W tym samym roku ukończono budowę pierwszych trzech hal, nazwę przedsiębiorstwa zmieniono na Zakłady Naprawcze Taboru Kolejowego w Mińsku Mazowieckim, a jego pierwszym dyrektorem został Julian Grodzicki. Zakłady od początku działalności były samodzielnym przedsiębiorstwem na pełnym rozrachunku gospodarczym, ale podlegały powołanej w 1950 Dyrekcji Zakładów Produkcyjnych (późniejsze Zjednoczenie Zakładów Naprawczych Taboru Kolejowego).
Wiosną 1954 pracownicy mińskich ZNTK zawiązali drużynę piłkarską, która niewiele później została przekształcona w sekcję piłkarską klubu Mazovia Mińsk Mazowiecki. W tym samym roku, w wyniku połączenia dwóch klubów ping-pongowych, z których jeden został założony przez pracowników ZNTK i FUD, powstała w Mazovii sekcja tenisa stołowego. Przedsiębiorstwo objęło patronat nad obydwiema sekcjami. Pracownicy zakładów byli także zawodnikami sekcji lekkoatletycznej, a w późniejszym okresie zasiadali w zarządzie klubu.
W latach 50. i 60. powstały kolejne budynki zakładu. W 1955 wzniesiono dwie hale warsztatów pomocniczych, zakładową kotłownię i osiedle mieszkaniowe. W kolejnych latach powstał również magazyn podzespołów o powierzchni użytkowej 735 m², kolejne hale naprawcze, budynek straży pożarnej, stolarnia mechaniczna, przesuwnica, magazyn smarów i lakierów, magazyn stali, rozdzielnia, magazyn karbidu i studnie głębinowe, a także zelektryfikowano tory na terenie zakładu.
W pierwszych latach działalności ZNTK naprawiały EZT serii EW51, EW52, EW53, EN56 i ED70. Pod koniec 1957 oddano do użytku halę o powierzchni przeszło 3000 m², w której zlokalizowano warsztat napraw elektrycznych maszyn trakcyjnych. Specjalizował się on we wszystkich rodzajach napraw wszystkich ówcześnie eksploatowanych maszyn elektrycznych i był pierwszym takim warsztatem w Zjednoczeniu ZNTK. W kwietniu 1958 uruchomiona została uzwajalnia wirników, w której przezwajano maszyny z wykorzystaniem gotowych importowanych elementów. W sierpniu 1959 natomiast, we współpracy z zakładem trakcji elektrycznej Instytutu Elektrotechniki, uruchomiono produkcję własnych cewek uzwojenia, a następnie również komutatorów i innych urządzeń. Ponadto zakłady wytwarzały sprężyny piórowe i części z tworzyw sztucznych dla taboru kolejowego.
1 marca 1961 zorganizowano przyzakładowe Centralne Biuro Konstrukcyjno-Technologiczne Napraw Taboru Elektrycznego, które przejęło prace dokumentacyjne i organizacyjne związane z naprawami silników. Wykonywało ono również dokumentacje konstrukcyjno-technologiczne dla taboru elektrycznego PKP na potrzeby wszystkich ZNTK zajmujących się naprawami EZT. W tym samym roku wybudowano budynek administracyjny, budynek socjalny i portiernię, a następnie także lakiernię, hydrofornię, warsztat obróbki plastycznej, stację prób, nasycalnię, akumulatornię, magazyn odpadów i garaż spalinowozów.
W 1962 w ZNTK rozpoczęto wdrażanie norm technicznie uzasadnionych oraz dwuetapowy program techniczno-organizacyjnego podporządkowania przedsiębiorstw. Wówczas zakłady nawiązały współpracę z Centralnym Ośrodkiem Badań i Rozwoju Techniki Kolejnictwa w Warszawie, Instytutem Farb i Lakierów w Gliwicach, Instytutem Tworzyw Sztucznych w Gliwicach i Politechniką Warszawską.
W 1963 ostatecznie zakończono rozbudowę zakładu. Na początku lat 60. przedsiębiorstwo rozpoczęło naprawy EZT serii EW55 i EN57.
W latach 1973–1990 zakłady nosiły imię kubańskiego rewolucjonisty Camila Cienfuegosa.
1 stycznia 1982 zlikwidowano Zjednoczenie ZNTK i wszystkie zakłady naprawcze włączono w struktury PKP.
W 1988 zbudowano kolejne hale napraw EZT.

### Przedsiębiorstwo państwowe (1991–1996)
W 1991 zakłady w Mińsku Mazowieckim, podobnie jak i inne ZNTK, zostały wyłączone ze struktur PKP i rozpoczęły działalność jako samodzielne przedsiębiorstwo państwowe o nazwie Przedsiębiorstwo Państwowe Zakłady Naprawcze Taboru Kolejowego w Mińsku Mazowieckim. Ze względu na złą kondycję finansową kolei, pozyskiwano coraz mniej zleceń i ograniczano zatrudnienie. Zdołano jednak utrzymać część wykwalifikowanej kadry oraz maszyny i urządzenia.
W I połowie lat 90. ZNTK MM naprawiały głównie EZT serii EN57 (94%), a także EN71 (5%) i wycofywane wówczas z eksploatacji EW55 (1%). Ponadto w latach 1993–1995 zakłady przeprowadziły naprawy rewizyjne połączone z modernizacją autobusów szynowych serii SN81, zaś w 1995 rozpoczęły modernizacje elektrowozów serii EU07 do serii EP07.

### Spółka akcyjna (od 1996)

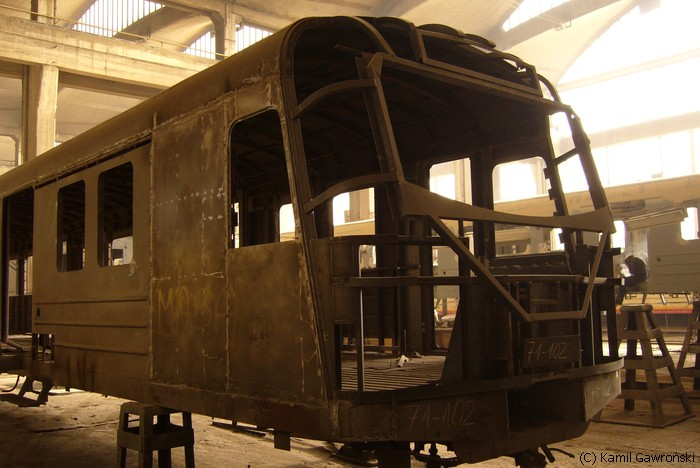
Szkielet czoła EZT modernizowanego do serii EN71KM (2009)

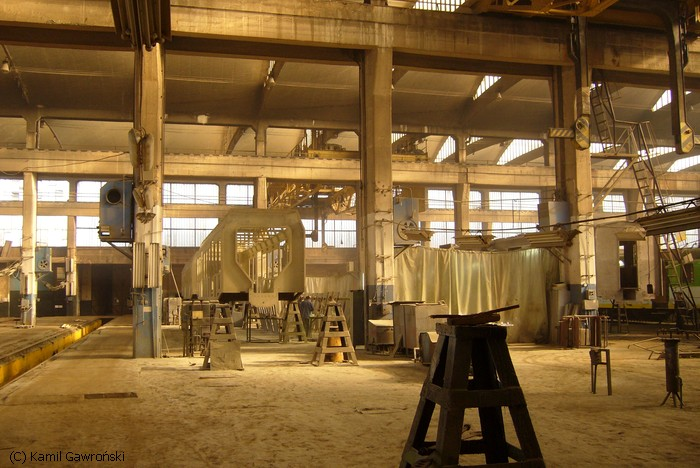
Wnętrze hali zakładu, z lewej szkielety EZT typu 18WE (2009)

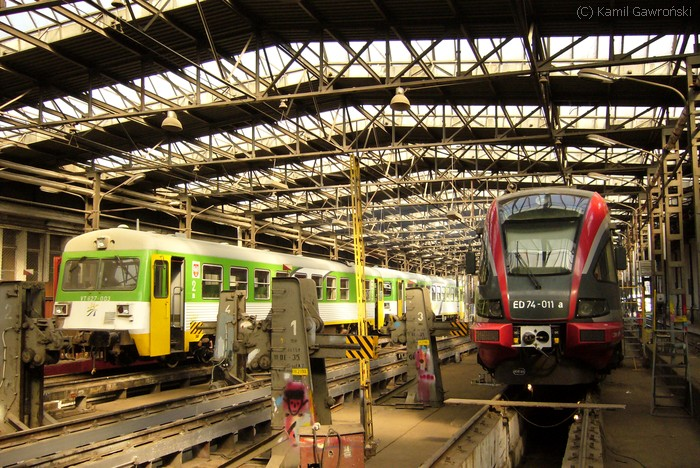
Wagon VT627 i zespół ED74 w hali zakładu (2009)

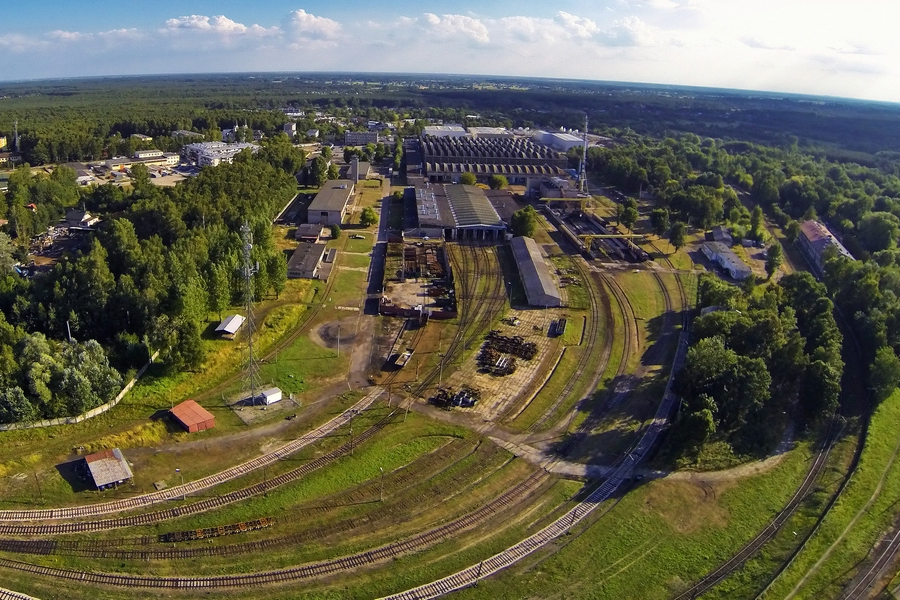
Teren zakładów widziany z lotu ptaka (2013)

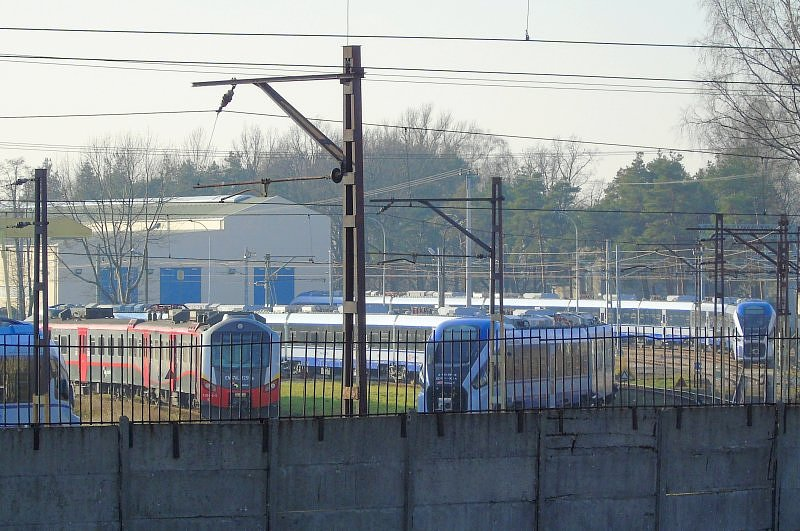
Darty na terenie ZNTK, w tle widoczna ich hala serwisowa (2015)

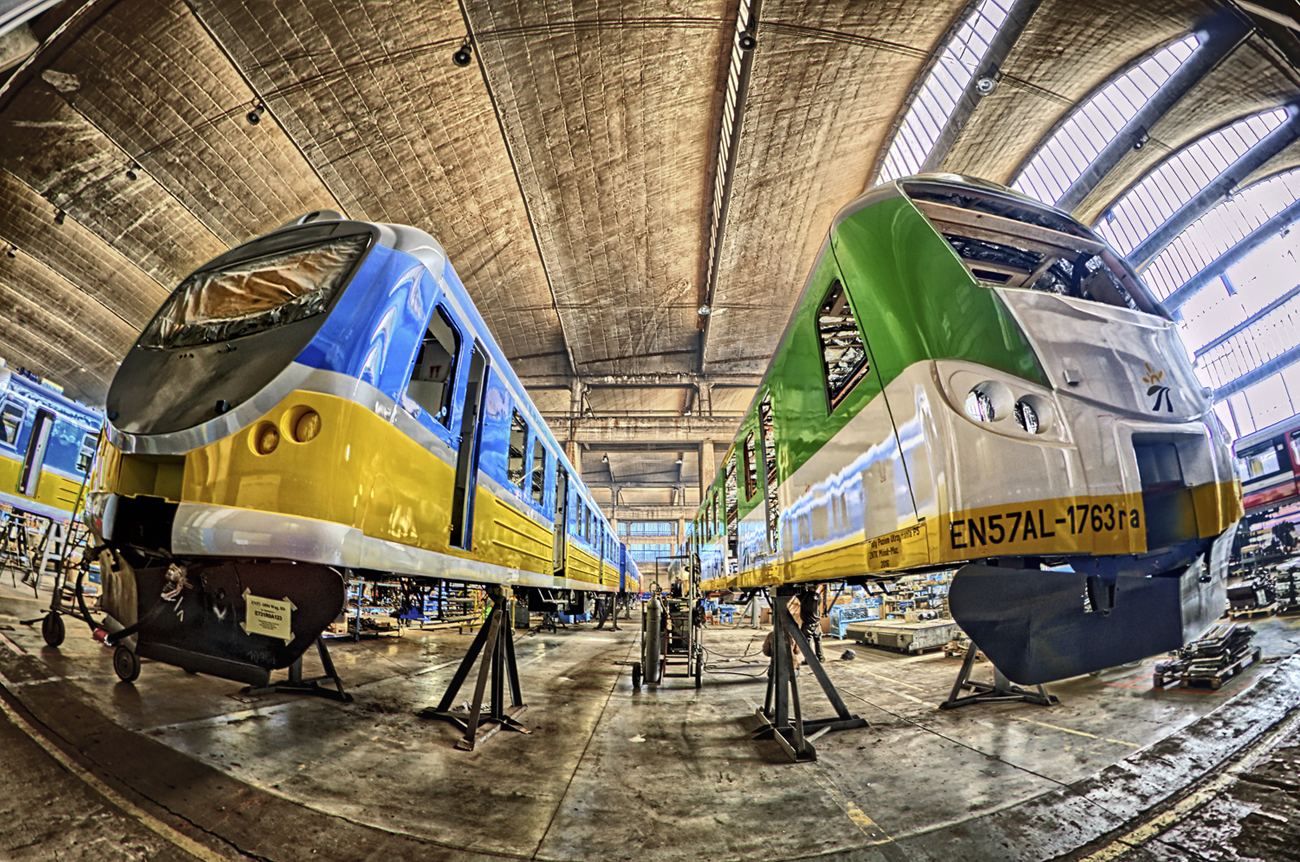
EZT serii EN57 w trakcie modernizacji (2016)

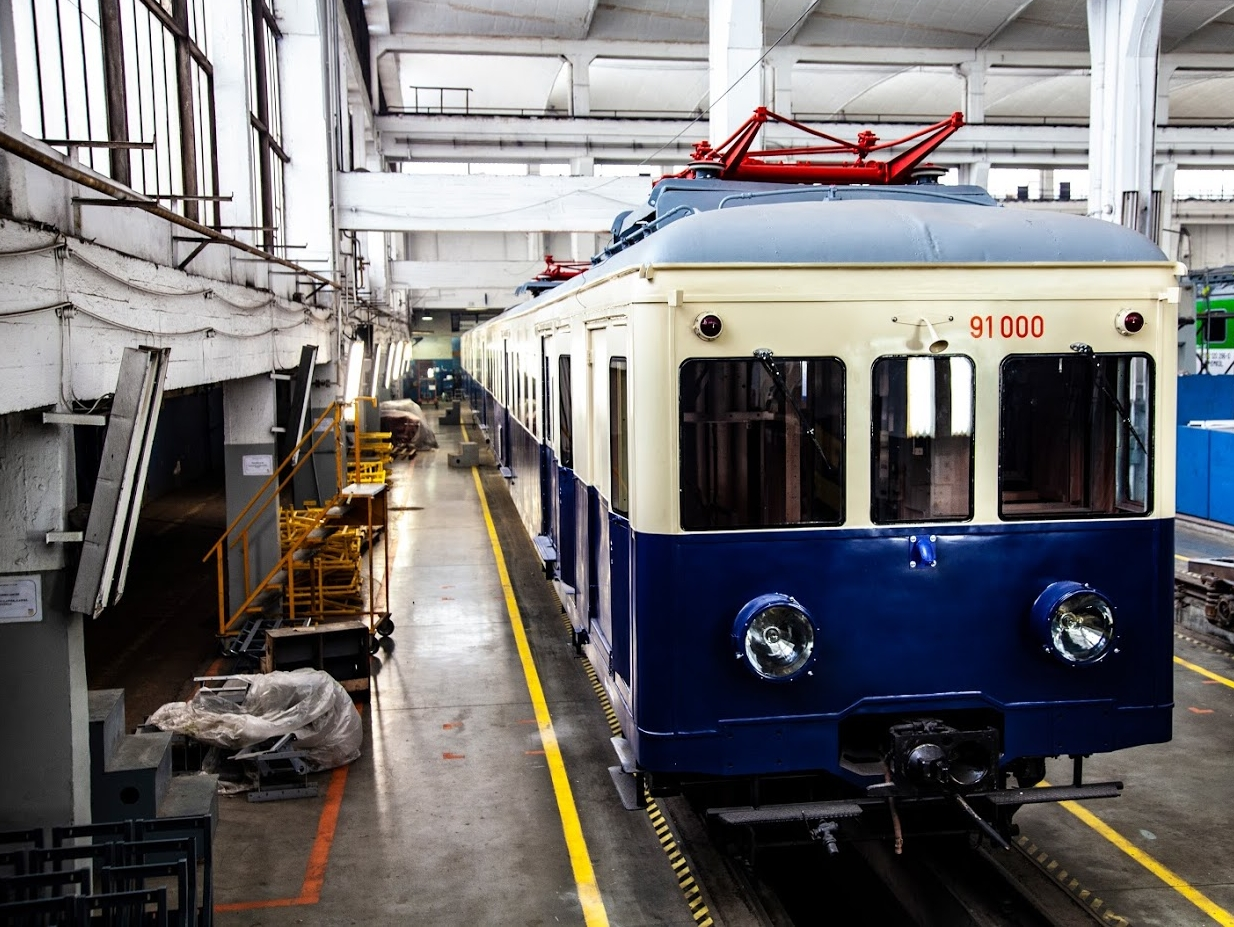
EW51-36 pod koniec renowacji (2019)

2 stycznia 1996 przedsiębiorstwo zostało przekształcone w jednoosobową spółkę Skarbu Państwa o nazwie Zakłady Naprawcze Taboru Kolejowego „Mińsk Mazowiecki” i w ramach Programu Powszechnej Prywatyzacji włączone do Narodowego Funduszu Inwestycyjnego „Foksal”, co było początkiem prywatyzacji przedsiębiorstwa. 1 maja tego samego roku ZNTK przekazały należące do nich bloki mieszkalne nowo powstałej Spółdzielni Mieszkaniowej „Kolejarz”.
W latach 1998–2002 przeprowadzono restrukturyzację, w wyniku której zatrudnienie zmniejszyło się o 24,8%, tj. z 879 osób w 1998 r. do 661 osób w 2001 r., przy czym w 2002 r. w efekcie wzrostu produkcji zwiększono zatrudnienie ogółem o 27 osób.
W latach 1999–2000 przedsiębiorstwo zrealizowało zlecenie dla podmiotu zagranicznego – Hrvatske željeznice zamówiły w mińskich zakładach naprawę główną z modernizacją dwóch zespołów trakcyjnych, będących odpowiednikami składów serii EN71.
Na początku XXI wieku zakres działalności poszerzono o naprawy lokomotyw elektrycznych i wagonów.
W II połowie 2000 mińskie zakłady zatrudniały 780 osób. Wówczas zakupem 33% akcji przedsiębiorstwa należących do NFI zainteresowany był Adtranz Polska, który chciał rozszerzyć swoją działalność o serwis taboru. W 2001 zainteresowanie mińską spółką przejawiał także Siemens, który chciał kupić pakiet większościowy akcji przedsiębiorstwa.
W połowie 2002 ZNTK rozpoczęły wykonywanie niewielkich modernizacji EZT serii EN57 w ramach napraw głównych tych pojazdów, które obejmowały głównie wnętrze składów. 29 czerwca 2002 ukończono pierwszą taką przebudowę, której poddana została jednostka o numerze 1400 z katowickiego Zakładu Przewozów Regionalnych. 1 lipca tego samego roku 60% akcji przedsiębiorstwa zostało kupionych przez prywatnych inwestorów – spółki Surfinia i Feniks Inwestycje. 25% akcji było wówczas własnością Skarbu Państwa, a pozostałe 15% stanowiło akcjonariat pracowniczy.
W 2004 zakłady przystąpiły do bardziej zaawansowanych modernizacji EZT serii EN57, które w porównaniu z przebudowami z poprzednich dwóch lat obejmowały dodatkowo m.in. wymianę urządzeń elektrycznych, modyfikację układu sterowania i zmianę konstrukcji wózków. 31 maja tamtego roku została ukończona pierwsza taka modernizacja przeprowadzona na składzie EN57-1441 z ZPR Wrocław.
Pod koniec 2005 przedsiębiorstwo Škoda Transportation chciało założyć z mińskimi zakładami spółkę. Dzięki tej współpracy Czesi mogliby dostarczać tramwaje i EZT na rynek polski.
30 kwietnia 2006 ZNTK „Mińsk Mazowiecki” ukończyły modernizację zespołu EN57-1417, która była pierwszą przebudową w ramach Sektorowego Programu Operacyjnego Transport. Modernizacja ta była wówczas najbardziej zaawansowaną przebudową tych pojazdów i obejmowała m.in. urządzenia elektryczne, system sterowania, wózki, wyposażenie wnętrza i kabiny maszynisty oraz ściany czołowe, które zastąpiono nowymi o opływowym kształcie według projektu Wojciecha Malińskiego. Przedsiębiorstwo zatrudniało wówczas około 700 osób. 19 maja tego samego roku pakiet 60% akcji, należący do spółek Surfinia i Feniks Inwestycje, został przejęty przez słowackie przedsiębiorstwo Prema Trade z siedzibą w Trnawie.
W 2007 zakłady wykonały 2 modernizacje EW60 i 9 modernizacji EN57 z impulsowym układem rozruchu, których zaniechano ze względu na brak zadowalających rezultatów w zakresie parametrów trakcyjnych.
Na początku 2007 w dziale technicznym ZNTK MM rozpoczęto projektowanie nowego trójczłonowego EZT typu 18WE, który miał być produkowany we współpracy z Autosanem. W połowie 2008 pudła i ramy wózków pierwszego egzemplarza zostały przebadane w Instytucie Pojazdów Szynowych „Tabor” w Poznaniu, po czym zapowiedziano, że pojazd zostanie ukończony jeszcze w tym samym roku. Wówczas dyrekcja przedsiębiorstwa wykazywała zainteresowanie produkcją pojazdów na rynki zagraniczne, zwłaszcza dla państw Europy Środkowo-Wschodniej, a także prowadziła rozmowy z producentem zachodnioeuropejskim na temat budowy i serwisowania pociągów dużych prędkości w mińskich zakładach. Zatrudnienie spółki wynosiło wtedy 1000 osób, z których 180 było pracownikami umysłowymi. Dział techniczno-konstrukcyjny liczył 18 osób.

#### Część grupy Pesa (od 2008)
5 lipca 2008 zostało utworzone przedsiębiorstwo Prema, do którego spółka Prema Trade wniosła pakiet 60% akcji ZNTK. W pierwszych dniach sierpnia natomiast przedsiębiorstwo Pojazdy Szynowe Pesa Bydgoszcz przejęło 99,99% akcji Premy, a tym samym stało się właścicielem 60% akcji ZNTK „Mińsk Mazowiecki”. Pozostałe 40% akcji znajdowało się wówczas nadal w rękach Skarbu Państwa i pracowników. Zatrudnienie mińskich zakładów wynosiło 800 osób.
1 marca 2009, na skutek kryzysu gospodarczego i związaną z nim mniejszą liczbą zamówień, dyrekcja zakładów zdecydowała o ograniczeniu czasu pracy do 4 dni tygodniowo. Miała wówczas nie nastąpić redukcja zatrudnienia, ale ostatecznie przedsiębiorstwo zaczęło zwalniać pracowników. Ograniczenie czasu pracy oznaczało również wstrzymanie projektu EZT typu 18WE rozpoczętego przed przejęciem spółki przez Pesę.
23 października 2009 na aukcji w ministerstwie Skarbu Państwa Pesa dokupiła kolejne 25,31% akcji mińskiej spółki. Włączenie przedsiębiorstwa do grupy kapitałowej zapewniło mu stabilny rozwój oraz umożliwiło wejście na nowe rynki.
W 2009 spółka rozpoczęła przebudowy EN57 z wykorzystaniem napędu asynchronicznego, a w 2011, w ramach zamówienia dla województwa lubelskiego, po raz pierwszy w pojazdach tej serii zamontowała drzwi odskokowo-przesuwne. W kolejnych latach kontynuowano modernizacje tego rodzaju, a ich zakres ciągle się zwiększał. Przebudowywane pojazdy otrzymywały czoła identyczne jak w jednostkach SPOT bądź zmodyfikowane według projektu Wojciecha Malińskiego i Macieja Kucharskiego.
Kryzys w 2009 doprowadził do podjęcia decyzji o dywersyfikacji produkcji zakładów. Mińskie ZNTK zdecydowały o rozszerzeniu działalności o produkcję autobusów szynowych i naprawy tramwajów. Pod koniec 2009 konsorcjum Pesy i ZNTK MM uzyskało zamówienie na spalinowe zespoły trakcyjne dla województwa lubelskiego. Kontrakt ten został w całości przekazany mińskim zakładom, dla których był to projekt testowy związany z wejściem przedsiębiorstwa na rynek produkcji autobusów szynowych. W I kwartale 2010 jedna z nieużywanych hal ZNTK została przystosowana do produkcji tych pojazdów. W kolejnych latach spółka wygrywała przetargi ponownie w konsorcjum z Pesą bądź samodzielnie i na podstawie zawieranych umów produkowała wagony SA135 Mińsk i zespoły SA134 Mińsk 2. Ze względu na uproszczoną technologię profilowania części czołowych pudła, pojazdy te otrzymały prostszą, bardziej kanciastą bryłę w porównaniu z ich odpowiednikami budowanymi w Bydgoszczy. Na początku 2010 spółka, również dzięki startowi w przetargu w konsorcjum z Pesą, uzyskała pierwsze zamówienie na modernizację tramwajów, które dotyczyło przebudowy wagonów typu 805Na dla Grudziądza.
W lutym 2010 zarząd spółki wprowadził nową strategię, mającą na celu poprawę kondycji przedsiębiorstwa. Powołano wówczas trzy wewnętrzne zakłady – napraw, mechaniczny oraz budowy, który rozpoczął działalność w połowie tamtego roku. Jego zadaniem była produkcja na potrzeby pozostałych dwóch zakładów oraz dla Pesy, której dostarczał m.in. stalowe elementy poszycia pudeł tramwajów.
W pierwszych latach po przejęciu ZNTK przez Pesę zakłady wyposażano w nowe maszyny i urządzenia, ale nie przeprowadzono żadnej większej modernizacji. Dopiero w 2011 rozpoczęto przygotowania do inwestycji, których realizację chciano rozpocząć rok później. Planowano rozbudowę myjni mającą na celu przystosowanie jej do pojazdów dłuższych niż 80 m, jak np. 27WE dla SKM Warszawa, modernizację i wydłużenie hali wykorzystywanej do przeprowadzania prac wykończeniowych i przeglądów okresowych taboru oraz naprawę torowisk.
W 2011 i 2012 ZNTK uczestniczyły w naprawach wagonów osobowych dla PKP Intercity. W I połowie 2012 zatrudnienie wynosiło 670 osób. Zakłady były wówczas w stanie wykonywać 2 naprawy piątego poziomu i 12 napraw czwartego poziomu miesięcznie – najwięcej spośród polskich zakładów naprawczych.
Na przełomie 2012 i 2013 Andrzej Rudkiewicz, Jakub Rudkiewicz i Radosław Fąfara opracowali na potrzeby zamówienia dla województwa łódzkiego zupełnie nową, bardziej nowoczesną ścianę czołową dla modernizowanych EZT, którą od tamtego momentu zakłady zaczęły stosować w kolejnych przebudowach.
Na początku marca 2014 zabytkowa lokomotywownia na terenie Pesy w Bydgoszczy została wpisana do rejestru zabytków, co zablokowało rozbudowę tego zakładu. W tej sytuacji zarząd przedsiębiorstwa podjął decyzję o zwiększeniu zatrudnienia i rozbudowie zakładów w Mińsku Mazowieckim. Na taki krok wpływ miała ponadto duża liczba kontraktów modernizacyjnych realizowanych przez ZNTK i zamówienie Pesy na dostawę 20 składów z rodziny Dart dla PKP Intercity, które chciano serwisować w Mińsku. We wrześniu 2015 na terenie ZNTK ukończono budowę nowej hali przystosowanej do utrzymywania maksymalnie trzech takich zespołów jednocześnie oraz do ich obsługi do poziomu P4 włącznie. Następnie przystąpiono do odbiorów tego obiektu, zaś pod koniec listopada do zakładów dotarł pierwszy pojazd serii ED161, który posłużył pracownikom serwisu jako skład szkoleniowy. Przedsiębiorstwu powierzono 15-letnie utrzymanie tych EZT.
W latach 2015–2016 cena jednostkowa modernizacji EZT serii EN57, w zależności od zakresu i wielkości zamówienia, wynosiła około 7–9 mln zł, co stanowiło około połowy kwoty zakupu nowego pojazdu o zbliżonej pojemności, podczas gdy w 2006 przebudowa w ramach programu SPOT kosztowała około 1,8 mln zł za pojazd. W 2017, po kilkuletnich dyskusjach o zasadności takich przebudów, większość przewoźników i urzędów marszałkowskich zapowiedziała wycofanie się z modernizacji na rzecz zakupów nowego taboru. Wówczas Robert Świechowicz, prezes Pesy, poinformował, że mińskie ZNTK, w przypadku zakończenia przebudów EN57, będą specjalizować się w przeglądach P4 i P5 wszystkich EZT produkowanych przez Pesę.
Na początku 2018 ZNTK MM ukończyły pierwszą modernizację EZT serii ED72Ac, którego ściana czołowa stylistycznie nawiązywała do tej zastosowanej w pojeździe Elf II, produkowanym przez Pesę.
26 lutego 2019 w jednej z hal zakładu miała miejsce prezentacja odrestaurowanego przez przedsiębiorstwo najstarszego polskiego EZT EW51-36 z 1936. W styczniu 2022 z kolei ukończono renowację pojazdu EN57-038, któremu przywrócono historyczne żółto-granatowe malowanie.
18 lutego 2022 Zakłady Naprawcze Taboru Kolejowego „Mińsk Mazowiecki” zmieniły nazwę na Pesa Mińsk Mazowiecki.
31 maja 2023 spółka przekazała ostatnią z 14 zmodernizowanych jednostek serii ED74. Podczas zorganizowanej wówczas konferencji prasowej poinformowano, że miński zakład zajmie się utrzymaniem, serwisem i naprawami okresowymi lokomotyw z rodziny Gama.

## Działalność

### Kolej
Oferta przedsiębiorstwa jest skierowana zarówno do jednostek samorządu terytorialnego, jak i do partnerów biznesowych. Obejmuje ona:
- produkcję autobusów szynowych[75],
- modernizacje elektrowozów, EZT, wagonów osobowych i tramwajów[76],
- naprawy główne i rewizyjne pojazdów szynowych oraz podzespołów w tych pojazdach wykorzystywanych[77].

#### Zestawienie zamówień
W poniższym zestawieniu uwzględniono tylko produkcję autobusów szynowych, modernizacje elektrycznych zespołów trakcyjnych produkcji Pafawagu ze zmianą ściany czołowej oraz ponowne przebudowy tych jednostek uwzględniające zmianę napędu.
| Pojazd        | Liczba sztuk | Lata dostaw | Odbiorca                      |                         |
| Produkcja     | Produkcja    | Produkcja   | Produkcja                     | Produkcja               |
| ------------- | ------------ | ----------- | ----------------------------- | ----------------------- |
| SA135 Mińsk   | 6            | 2010        | Koleje Dolnośląskie           | [ 78 ]                  |
| SA135 Mińsk   | 5            | 2010–2011   | UM Woj. Podkarpackiego        | [ 79 ]                  |
| SA134 Mińsk 2 | 5            | 2010        | UM Woj. Lubelskiego           | [ 80 ]                  |
| SA134 Mińsk 2 | 2            | 2011        | UM Woj. Lubuskiego            | [ 81 ]                  |
| SA134 Mińsk 2 | 1            | 2011        | UM Woj. Podkarpackiego        | [ 79 ]                  |
| SA134 Mińsk 2 | 3            | 2011        | Koleje Dolnośląskie           | [ 82 ]                  |
| SA134 Mińsk 2 | 3            | 2013        | UM Woj. Lubelskiego           | [ 83 ]                  |
| SA134 Mińsk 2 | 1            | 2014        | UM Woj. Podkarpackiego        | [ 84 ]                  |
| Modernizacje  |              |             |                               |                         |
| EN57 (SPOT)   | 42           | 2006–2007   | Przewozy Regionalne           | [ 85 ]                  |
| EW60          | 2            | 2007        | Koleje Mazowieckie            | [ 41 ]                  |
| EW60          | 2            | 2013–2014   | Koleje Mazowieckie            | [ 41 ]                  |
| EN57KM        | 5            | 2007        | Koleje Mazowieckie            | [ 42 ]                  |
| EN57AKM       | 5            | 2013        | Koleje Mazowieckie            | [ 42 ]                  |
| EN57          | 4            | 2007        | SKM Trójmiasto                | [ 42 ]                  |
| EN57AKM       | 4            | 2016        | SKM Trójmiasto                | [ 86 ] [ 87 ]           |
| EN71          | 1            | 2007        | Koleje Mazowieckie            | [ 88 ]                  |
| EN57          | 2            | 2008        | SKM Warszawa                  | [ 42 ]                  |
| EN57AKM       | 6            | 2009–2010   | Koleje Mazowieckie            | [ 42 ]                  |
| EN71          | 1            | 2010        | Koleje Mazowieckie            | [ 88 ]                  |
| EN71KM        | 4            | 2010        | Koleje Mazowieckie            | [ 88 ]                  |
| EN57AKM       | 3            | 2010–2011   | UM Woj. Łódzkiego             | [ 42 ]                  |
| EN57AL        | 5            | 2011        | UM Woj. Lubelskiego           | [ 43 ] [ 42 ]           |
| ED72A         | 2            | 2011        | Przewozy Regionalne           | [ 43 ] [ 88 ]           |
| EN57AL        | 1            | 2011        | UM Woj. Pomorskiego           | [ 43 ] [ 42 ]           |
| EN57AL        | 3            | 2012        | UM Woj. Pomorskiego           | [ 43 ] [ 42 ]           |
| EN57AL        | 1            | 2012        | UM Woj. Dolnośląskiego        | [ 43 ] [ 42 ]           |
| EN57AL        | 3            | 2012–2013   | UM Woj. Podlaskiego           | [ 43 ] [ 42 ]           |
| EN57AL        | 4            | 2012–2013   | UM Woj. Łódzkiego             | [ 42 ]                  |
| ED72A         | 4            | 2012–2013   | UM Woj. Kujawsko-Pomorskiego  | [ 89 ] [ 88 ]           |
| EN57AL        | 4            | 2012–2014   | UM Woj. Opolskiego            | [ 43 ] [ 42 ] [ 90 ]    |
| EN57AKM       | 7            | 2013–2014   | Koleje Mazowieckie            | [ 43 ] [ 42 ] [ 91 ]    |
| EN57AL        | 7            | 2013–2014   | UM Woj. Zachodniopomorskiego  | [ 92 ] [ 93 ]           |
| EN57AKM       | 21           | 2013–2014   | SKM Trójmiasto                | [ 94 ]                  |
| EN57AL        | 1            | 2014        | UM Woj. Dolnośląskiego        | [ 95 ]                  |
| EN57AL        | 1            | 2014        | UM Woj. Podlaskiego           | [ 96 ] [ 97 ]           |
| EN57AL        | 4            | 2014–2015   | UM Woj. Łódzkiego             | [ 98 ] [ 99 ]           |
| EN57AL        | 27           | 2014–2015   | Koleje Mazowieckie            | [ 100 ] [ 101 ]         |
| EN57AL        | 1            | 2015        | UM Woj. Dolnośląskiego        | [ 102 ] [ 103 ]         |
| EN57AL        | 2            | 2015        | UM Woj. Podlaskiego           | [ 104 ] [ 105 ]         |
| EN57AL        | 21           | 2015        | Przewozy Regionalne           | [ 106 ] [ 107 ]         |
| EN57AL        | 10           | 2015–2016   | UM Woj. Zachodniopomorskiego  | [ 108 ] [ 109 ]         |
| EN57AL        | 1            | 2016        | UM Woj. Pomorskiego           | [ 110 ] [ 111 ]         |
| EN57AL        | 39           | 2016–2017   | Koleje Mazowieckie            | [ 112 ]                 |
| EN57AL        | 5            | 2017        | UM Woj. Wielkopolskiego       | [ 113 ] [ 114 ]         |
| EN57ALc       | 36           | 2017–2018   | Przewozy Regionalne           | [ 115 ] [ 116 ] [ 117 ] |
| EN57ALd       | 36           | 2017–2018   | Przewozy Regionalne           | [ 115 ] [ 116 ] [ 117 ] |
| ED72Ac        | 12           | 2017–2018   | Przewozy Regionalne           | [ 118 ] [ 119 ] [ 68 ]  |
| EN57ALc       | 1            | 2018        | UM Woj. Warmińsko-Mazurskiego | [ 120 ] [ 121 ]         |

### Ciepłownictwo
W kwietniu 2008 spółka uzyskała odpowiednie koncesje Urzędu Regulacji Energetyki i w czerwcu 2011 rozpoczęła działalność w branży ciepłowniczej. Przedsiębiorstwo wytwarzało energię cieplną w zakładowej kotłowni wyposażonej w dwa kotły WR-5 i cztery kotły WLM-2,5 o łącznej mocy zainstalowanej 29,9 MW i eksploatacyjnej 23,1 MW, zajmowało się też przesyłaniem i dystrybucją ciepła oraz eksploatacją węzłów cieplnych w budynkach mieszkalnych, usługowych, użyteczności publicznej i przemysłowych na terenie Mińska Mazowieckiego. 3 kwietnia 2018 w strukturze organizacyjnej spółki wydzielono Oddział Ciepłownia w Mińsku Mazowieckim, a 28 czerwca 2019 został on sprzedany.

## Obecność na targach
ZNTK „Mińsk Mazowiecki” były kilkukrotnie obecne na targach Trako. Przedsiębiorstwo miało swoje stoisko w halach wystawienniczych, zaś przewoźnicy prezentowali na torach ekspozycyjnych pojazdy naprawione bądź zmodernizowane dla nich przez mińską spółkę.
| Rok  | Stoisko | Pojazdy                                                                             |                 |
| ---- | ------- | ----------------------------------------------------------------------------------- | --------------- |
| 1999 | tak     | –                                                                                   | [ 126 ]         |
| 2003 | tak     | –                                                                                   | [ 127 ]         |
| 2005 | tak     | EN57-1920 (prezentacja Kolei Mazowieckich)                                          | [ 128 ] [ 129 ] |
| 2007 | tak     | EN57KM-1486 (prezentacja Kolei Mazowieckich) EN57-1094 (prezentacja SKM Trójmiasto) | [ 130 ]         |
| 2015 | nie     | EN57AL-2101 (prezentacja Przewozów Regionalnych)                                    | [ 131 ] [ 132 ] |

## Współpraca z oświatą i nauką
W okresie od 23 kwietnia 2009 do 31 marca 2012 ZNTK „Mińsk Mazowiecki” wraz z Instytutem Pojazdów Szynowych „Tabor” z Poznania realizowały projekt celowy pod tytułem Elektryczny zespół trakcyjny na napięcia zasilania 3 kV; 15 kV-16,6 Hz; 25 kV-50 Hz. Całkowita wartość projektu wyniosła 27 410 000 zł, z czego 5 493 500 zł stanowiło dofinansowane od Narodowego Centrum Badań i Rozwoju.
23 czerwca 2015 zarząd ZNTK MM podpisał z władzami powiatu mińskiego i dyrekcją Zespołu Szkół Zawodowych nr 2 im. Powstańców Warszawy w Mińsku Mazowieckim list intencyjny określający warunki współpracy, mającej na celu podniesienie wiedzy technicznej i kompetencji absolwentów szkoły oraz lepsze przygotowanie jej uczniów do wymagań rynku pracy.

## Wyniki finansowe
W latach 1998–2001 zakłady przynosiły straty, jednak z roku na rok były one mniejsze. Od 2002 do 2007 mińskie ZNTK notowały zyski, zaś od 2008 do 2011 znów straty. W latach 2012–2022 przedsiębiorstwo ponownie uzyskiwało dodatni wynik finansowy.

## Prezesi zarządu
| Od            | Do            | Osoba              |                 |
| ------------- | ------------- | ------------------ | --------------- |
|               | listopad 2002 | Władysław Nowak    | [ 25 ] [ 156 ]  |
| listopad 2002 | wrzesień 2009 | Slavomír Mamatej   | [ 157 ]         |
| wrzesień 2009 | kwiecień 2010 | Stanisław Cichoń   | [ 158 ] [ 159 ] |
| maj 2010      | listopad 2010 | Ryszard Kędzior    | [ 160 ] [ 161 ] |
| listopad 2010 | marzec 2011   | Michał Bohuszewicz | [ 161 ] [ 162 ] |
| maj 2011      | marzec 2013   | Krzysztof Adamski  | [ 163 ] [ 164 ] |
| marzec 2013   | luty 2016     | Sławomir Piątek    | [ 164 ] [ 165 ] |
| luty 2016     | grudzień 2016 | Sebastian Kamecki  | [ 165 ] [ 166 ] |
| grudzień 2016 | kwiecień 2021 | Krzysztof Adamski  | [ 166 ] [ 167 ] |
| kwiecień 2021 |               | Jacek Bilski       | [ 167 ] [ 2 ]   |

## Nagrody i wyróżnienia
- 1998 – wyróżnienie na wystawie Kolej na kolej ’98 w Zduńskiej Woli-Karsznicach za ekologiczne toalety montowane w modernizowanych EZT[168].
- 1998 – nagroda za najlepszy wyrób na targach Trako ’98 w Gdyni za automatyczny system informacji pasażerskiej przeznaczony dla dworców kolejowych[168].
- 1998 – wyróżnienie na targach Kolej ’98 w Bydgoszczy za elektromagnetyczne tablice kierunkowe montowane w modernizowanych EZT[168].
- 2020 – 25. miejsce w rankingu ogólnopolskim i 8. miejsce w rankingu regionalnym województwa mazowieckiego w kategorii firm dużych o przychodach powyżej 250 mln zł w zestawieniu Diamenty Forbesa[169].